# 失蹤網紅
是一部2018年美國黑色喜劇懸疑驚悚片，改編自達希·貝爾（Darcey Bell）的2017年小說《最好的朋友》。該片由保羅·費格執導，潔西卡·沙澤爾編劇，安娜·坎卓克及布蕾克·萊芙莉主演。劇情圍繞於一名網紅試圖找出自己失蹤的好友。
《失蹤網紅》2018年9月14日在美國和臺灣上映。續集為2025年的《再幫個小忙》。

## 劇情
史蒂芬妮·華德是一個清秀可愛的單親媽媽，自從丈夫車禍身亡以後，她就以部落客及經營烹飪網紅為生，由於小孩的關係，她認識了愛蜜莉·尼爾森，一個特立獨行的時尚媽媽。
史蒂芬妮與愛蜜莉從陌生人成為好友，也逐漸瞭解對方，相見恨晚。愛蜜莉高挑、美艷、優雅，非常低調，是一家知名模特經紀公司的公關總監，嫁給英國作家蕭恩·尼爾森，蕭恩現為大學的英國文學教授，兩人居住豪宅，鶼鰈情深。
愛蜜莉公務繁忙，基於閨蜜情感，史蒂芬妮也常常幫忙愛蜜莉短期照顧小孩，愛蜜莉稱之為「幫個小忙」。但就在一次「幫個小忙」的過程中，愛蜜莉失蹤了，也沒來接小孩，史蒂芬妮決定自行在鎮上展開調查，不忘透過各種管道，甚至在直播中探得了愛蜜莉的消息。不久之後，警方透過史蒂芬妮觀眾給的線索，查出愛蜜莉注射大量海洛英後，在密西根州的一個湖中被水淹死。
史蒂芬妮為了道義，開始照顧蕭恩的生活起居，兩人逐漸發生情愫，史蒂芬妮也入主了蕭恩的豪宅，但史蒂芬妮卻發現愛蜜莉的芳魂未歇，四處作祟，更重要的是，蕭恩在愛蜜莉死前，為她投保了四百萬美元人壽保險.......

## 演員
- 安娜·坎卓克 飾 史蒂芬妮·華德（Stephanie Ward）
- 布蕾克·萊芙莉 飾 愛蜜莉·尼爾森（Emily Nelson）
- 亨利·高汀 飾 蕭恩·尼爾森（Sean Nelson）
- 安德魯·蘭內斯 飾 達倫（Darren）
- 琳達·卡迪林尼 飾 黛安娜·海蘭（Diana Hyland）
- 艾瑞克·強森 飾 戴維斯（Davis）
- 珍·史瑪特 飾 麥克蘭登夫人（Mrs. McLanden）
- 魯伯特·佛列德 飾 丹尼斯·尼隆（Dennis Nylon）

## 製作

### 發展
2016年1月，據報導，二十世紀福斯在小說《最好的朋友》出版之前就買下了其電影改編權，該書由達希·貝爾（Darcey Bell）所創作。創新藝人經紀公司代表了貝爾與福斯達成此項交易。
二十世紀福斯於2017年6月被證實已退出其改編計劃，而改由獅門接手。同時，該片也將由保羅·費格執導，安娜·坎卓克及布蕾克·萊芙莉有望擔任主演。2017年7月26日，坎卓克與萊芙莉確定接演該片，而亨利·高汀也加入飾演萊芙莉角色的丈夫，儘管導演先前不考慮使用亞裔演員。琳達·卡迪林尼於2017年9月加入演出，而其他演員則包括安德魯·蘭內斯、珍·史瑪特及魯伯特·佛列德。

### 拍攝
主要拍攝於2017年8月14日起在加拿大安大略省多倫多進行。

## 發行
《失蹤網紅》由獅門娛樂定於2018年9月14日在美國上映。首支預告片釋出於2018年5月2日，而第二支正式預告則於2018年5月24日釋出。

### 票房
在美國和加拿大，《失蹤網紅》與《藥命人生》、《永不屈服：救贖之路》、《終極戰士：掠奪者》同天上映並競爭，分析師預估《失蹤網紅》在首映週末能獲得1200萬至1500萬美元間的票房。美國首週票房達1610萬美元，位居當週票房排名第三。